# Hôtel de Courcy
Pour les articles homonymes, voir Courcy.
L’hôtel de Courcy est un hôtel particulier situé à Rennes, 9 rue Martenot, face au square de La Motte et à proximité du parc du Thabor. Construit en aux alentours de 1830, il sera la propriété de plusieurs familles rennaises avant d'être cédé à l’État au cours du XXe siècle.
Il est pour partie inscrit Monument historique depuis le 19 décembre 1973 (façades et toitures ; escalier intérieur avec sa cage ; quatre pièces avec décor de gypserie) .

## Histoire

### Construction et résidence
D’abord nommé hôtel Richelot, il est construit vers 1830 par Louis Guy Richelot, alors architecte de la Ville. Il bâtit une villa néo-classique, inspirée des villas italiennes, au pied du parc du Thabor et de ses jardins. L'hôtel donne alors sur l'actuelle rue de Paris, axe majeur de Rennes après la canalisation de la Vilaine
Il y tient son cabinet et sa résidence jusqu'en 1842, avant de céder la propriété,,.
En 1885, la famille de La Goublaye de Nantois rachète l'hôtel et y entreprend d'importants travaux de transformation. Dès 1886, des travaux sont entrepris : transformation des communs en ailes, décoration intérieure par les ateliers Jobbé-Duval et Odorico. Ces artisans y intègrent des décorations plus populaires à l'époque, avec une cage d'escalier vert bouteille, des frises et plafonds colorés et de la dorure sur les moulures. On y retrouve également des mosaïques d'Isidore Odorico père,.

### Acquisition par le conseil régional et restauration
La famille de Courcy cède l’hôtel à l’État en 1950 ; des services administratifs y sont alors installés. À la suite des lois de décentralisation de 1982, le Conseil régional de Bretagne l’acquiert en 1983 pour y installer son assemblée et ses services, et entreprend une restauration complète. Cette restauration est menée entre 1984 et 1986 par la Société armoricaine de restauration et l'atelier Jobbé-Duval pour la décoration, déjà originaire des restaurations un siècle plus tôt.
La salle des assemblées est construite en 1986 par l'architecte Bertrand Tessier. Le terrain est difficile à appréhender, entre le dénivelé important et l'espace restreint entre le bâtiment Bon-Pasteur et l'Hôtel de Courcy. La salle est enterrée, avec des verrières donnant sur les jardins afin d'apporter un éclairage naturel. Elle est accompagnée d'une fontaine-mur d'eau et d'une sculpture conçues par l'artiste Marta Pan.
En 2005, il fait l’objet d’une étude, inventaire du mobilier et des peintures et des études et formation du personnel à l’entretien.

Les ajouts modernes
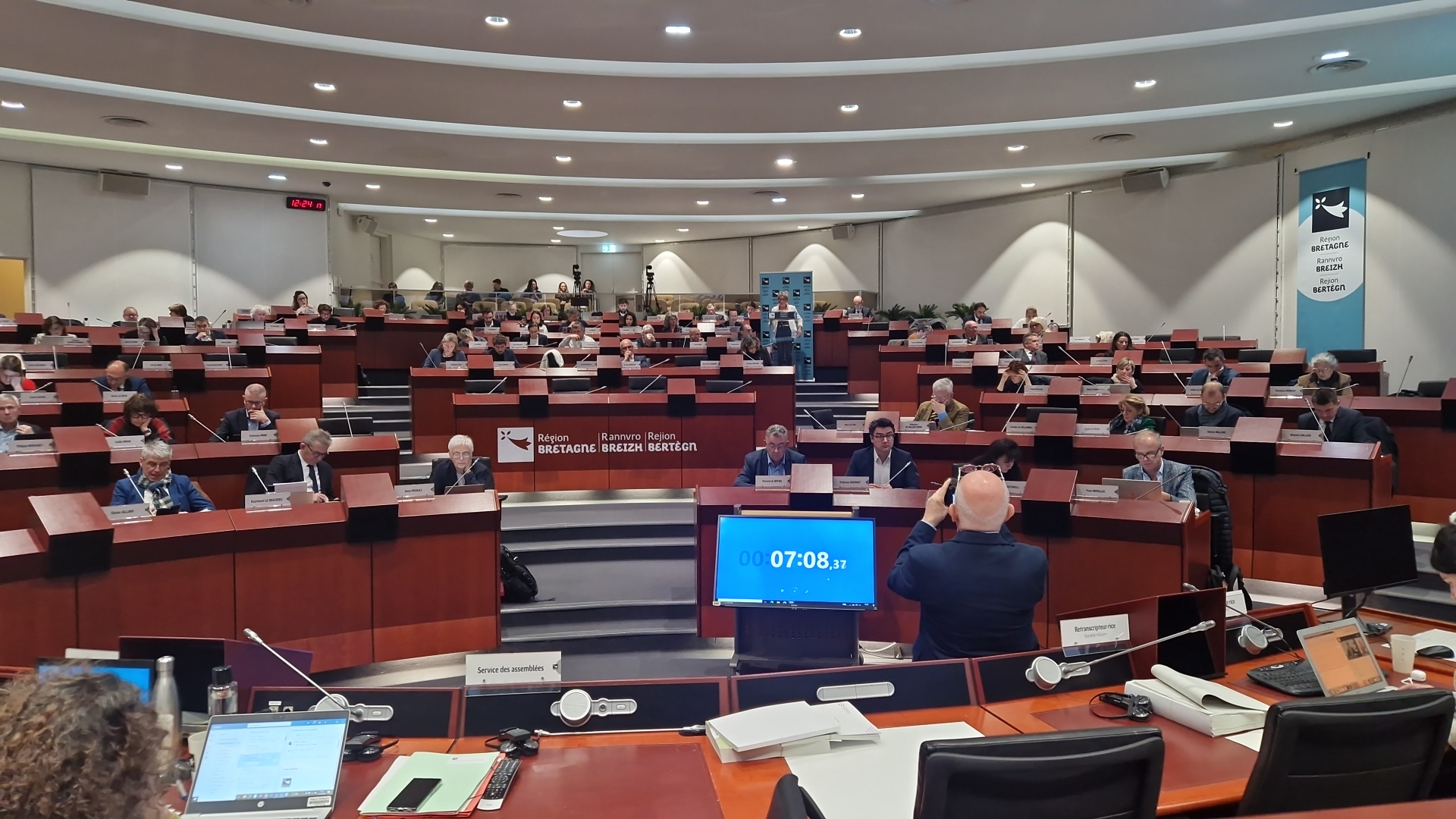
Salle des Assemblées (Hémicycle) par Berttrand Tessier
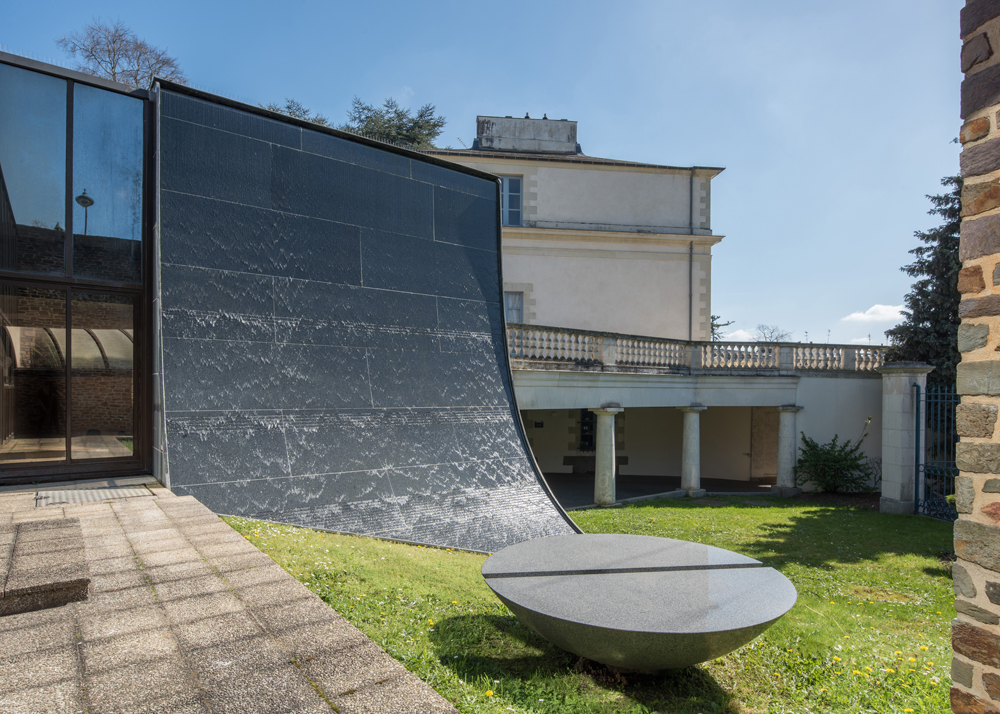
Fontaine par Marta Pan

## Architecture
L’hôtel est conçu comme une villa de style néo-classique. Il est construit en moellons de schiste enduits.
Côté sud, trois niveaux se superposent : le rez-de-chaussée en légère saillie, doté d’un péristyle d’ordre dorique, l’étage carré en retrait dont la loggia d'ordre ionique prolonge le péristyle, et l’étage attique, sans ordre d’architecture. Ce dernier est surmonté d’un large fronton et couronné d’un belvédère sur le toit.
À l’arrière, côté nord, le premier étage y devient un rez-de-chaussée surélevé pour compenser le dénivelé du terrain.

Extérieurs
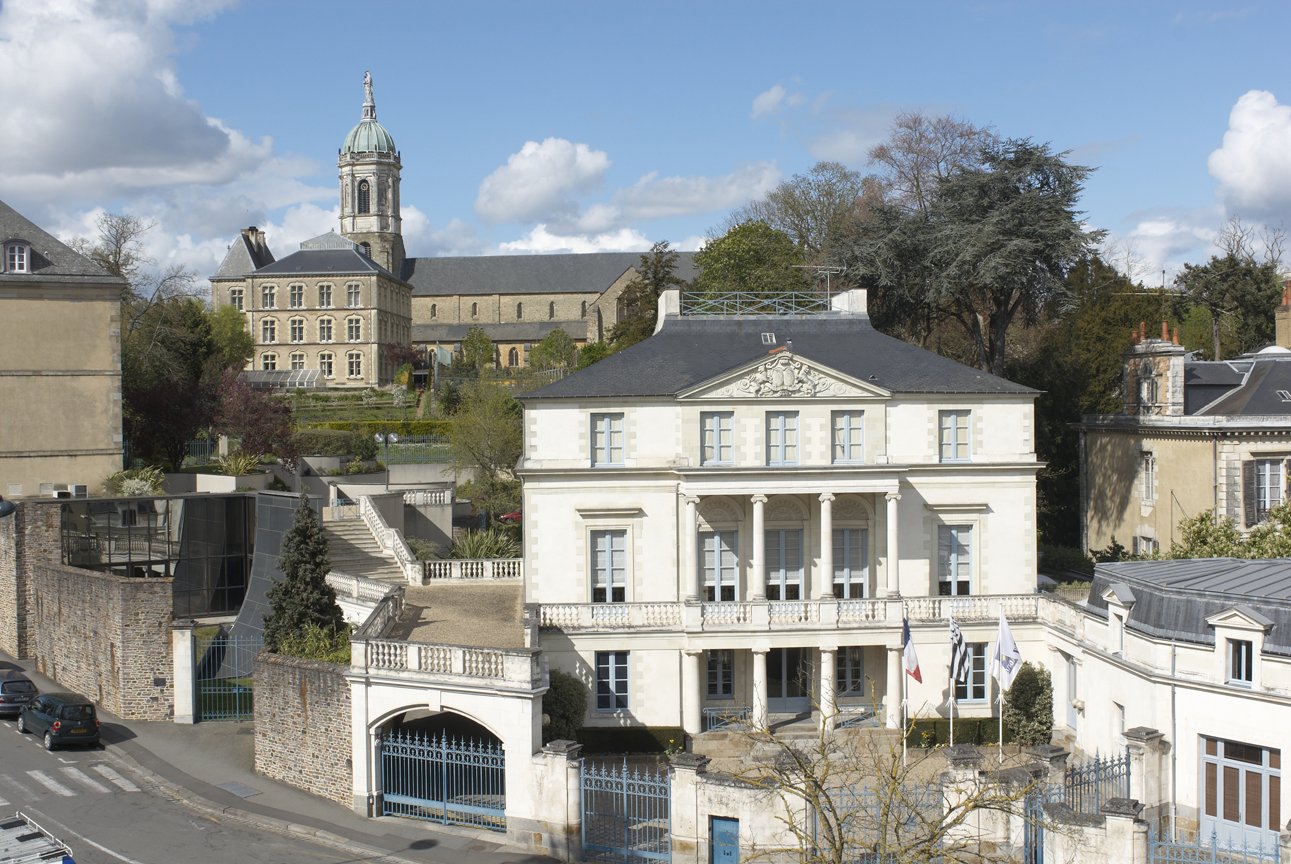
Façade Sud - côté rue
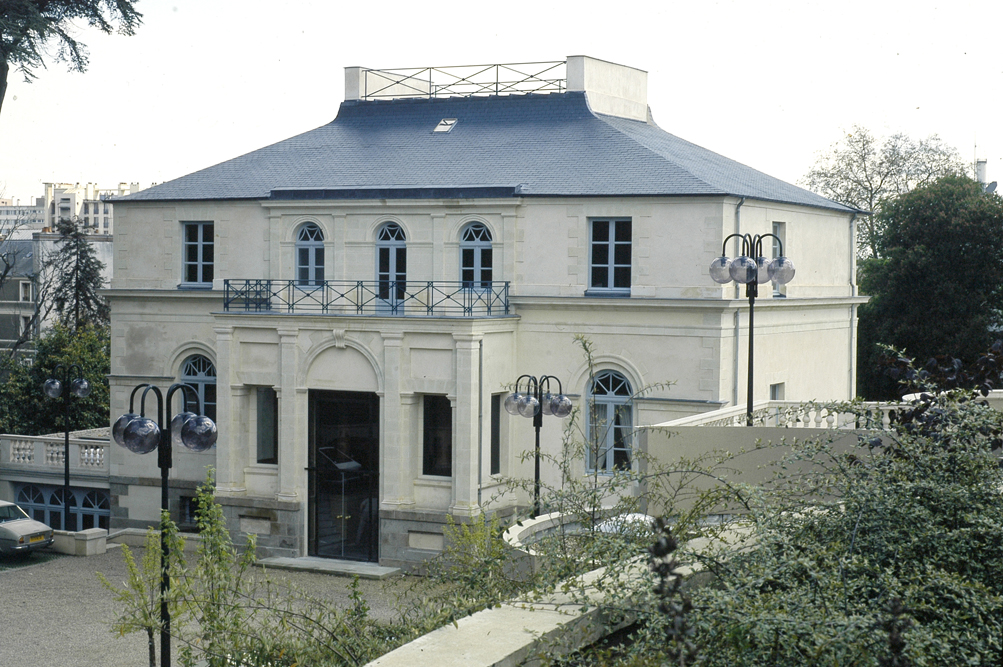
Façade Nord - côté jardin

### Décors intérieurs
À l’intérieur, les décors discrets d’origine, dont on retrouve des traces au premier étage, ont fait place aux décors riches ajoutés par l’atelier Jobbé-Duval et l’atelier Odorico en 1885.
Ces ajouts sont notamment visibles dans le grand escalier, dont le plafond est peint d'une allégorie illustrant le triomphe de la Vérité sur le Temps par Gaston Jobbé-Duval, frère de l'architecte. Le sol du vestibule est orné d’un pavement de mosaïque de marbre par le célèbre atelier Odorico et les pièces d’apparat sont décorées de moulures dorées, de plafonds peints et de frises.

Décors intérieurs
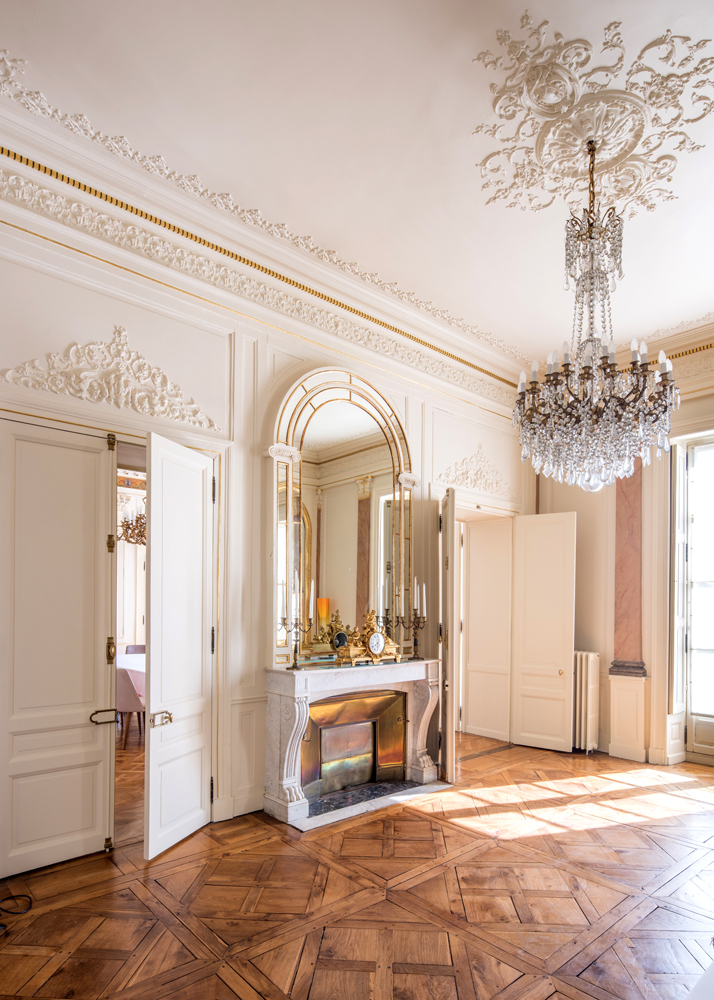
Salon Ouest - décors d'origine
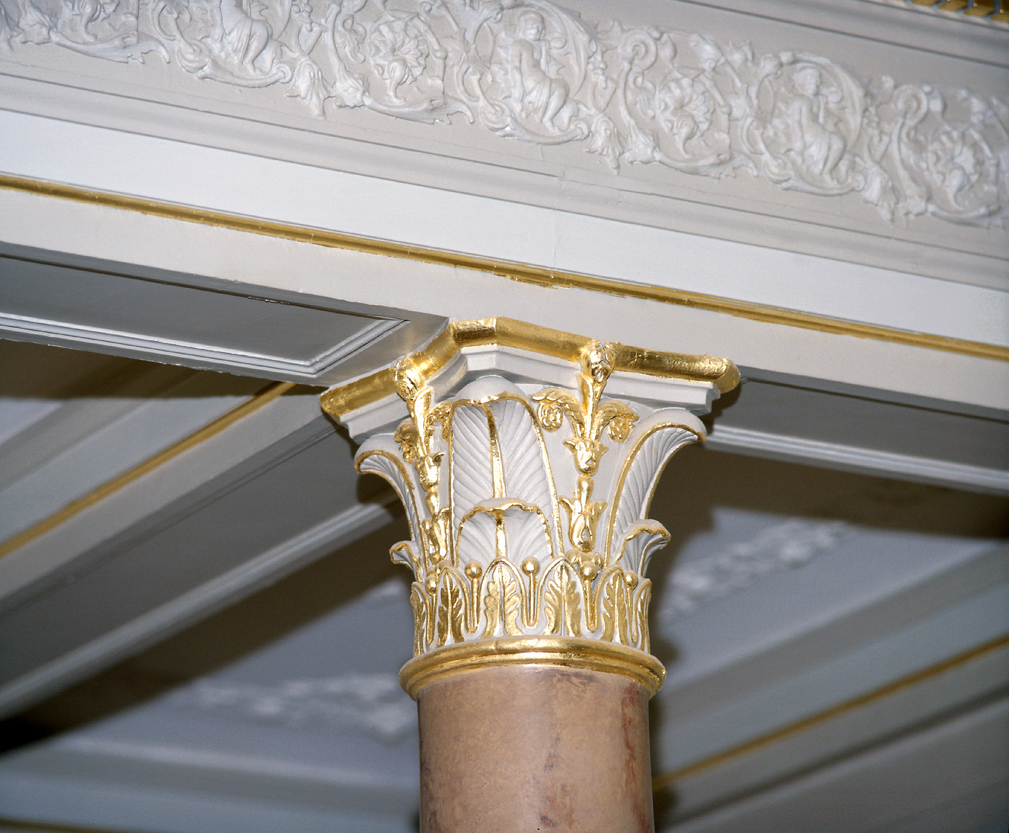
Détail d'un chapiteau du salon Ouest
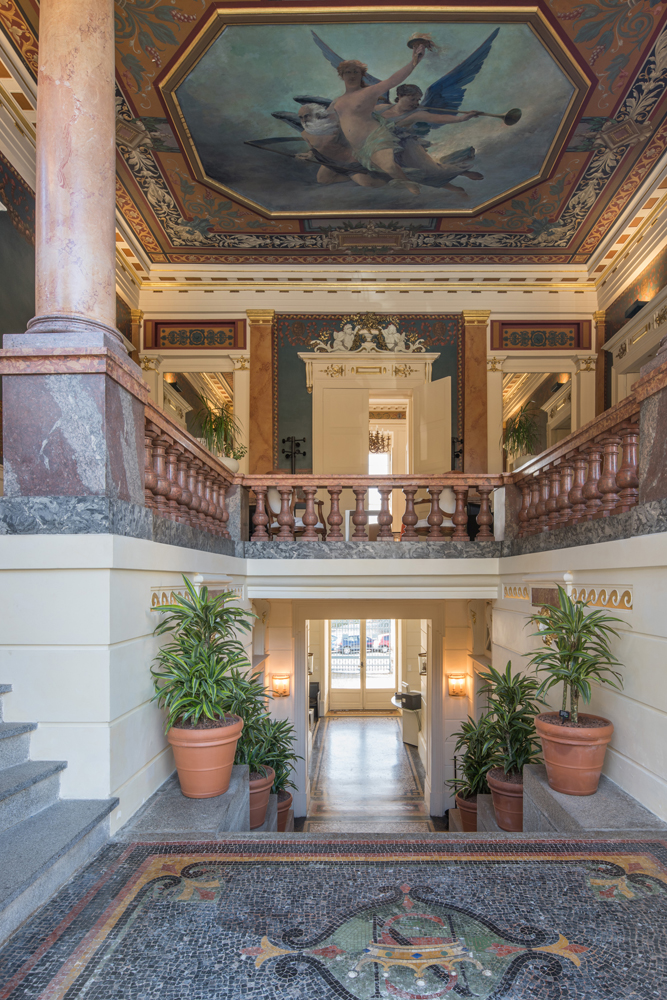
Escalier central et décors par les ateliers Jobbé Duval et Odorico
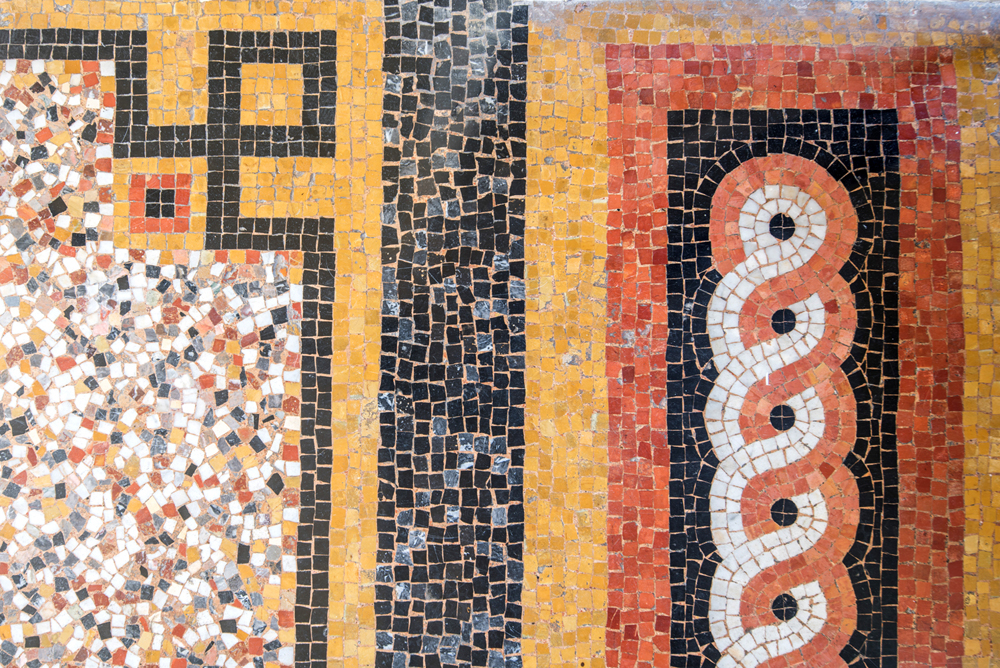
Détail de mosaïque dans l'escalier - atelier Odorico